# Internetová jazyková příručka
Internetová jazyková příručka – czeska aplikacja internetowa poświęcona standardowemu językowi czeskiemu. Została zapoczątkowana w ramach projektu Jazyková poradna na internetu. Serwis oferuje informacje na temat czeskiego języka literackiego, jego norm gramatycznych i konwencji zapisu (ortografii). Witryna składa się z dwóch sekcji: słownikowej (slovníková část) i eksplanacyjnej (výkladová část).
Sekcja słownikowa zawiera ponad 100 tys. haseł słownikowych. W poszczególnych hasłach rozstrzygnięto przede wszystkim kwestie budzące wątpliwości wśród użytkowników pokrewnej poradni językowej, pominięto zaś część informacji i szczegółów uwzględnianych w zwykłych słownikach (m.in. definicje, formy wymowy, wyrazy pochodne, opis części mowy). Hasła są opatrzone tabelkami przedstawiającymi rozmaite formy wyrazowe. Część słownikowa jest połączona z sekcją wyjaśniającą za pomocą odnośników hipertekstowych.
Sekcja eksplanacyjna omawia w przeważającej mierze te zagadnienia językowe, które stały się przedmiotem pytań kierowanych do czeskiej poradni językowej. Nie stanowi zatem systematycznego, wyczerpującego opisu systemu czeszczyzny, lecz dokumentuje jedynie pewien fragment realiów językowych. Sekcja ta komentuje także rozbieżności między zaleceniami poradników językowych oraz bierze pod uwagę różnice między stanem skodyfikowanym a panującym uzusem literackim, proponując własne rozstrzygnięcia w zakresie praktyki językowej. 
W 2009 roku projekt otrzymał medal Ministerstwo Szkolnictwa, Młodzieży i Sportu I stopnia za poprawę warunków do edukacji w zakresie języka ojczystego we wszystkich typach szkół.